# ОШ „Миладин Митић” Лапље Село
Основна школа „Миладин Митић”, налази се у месту Лапље Село, Приштина, на Космету. Школа је почела са радом давне 1890. године и од тада до данас, прошла је многе реформе и реорганизације. Осим школе у Лапљем Селу, има и два истурена одељења, у Чаглавици и Преоцу. Под овим именом, школа делује од 1962. године.

## Историја
Крајем 19. века почео је образовани рад у централном делу Косова и Метохије на територији Лапљег Села, Преоца и Чаглавице. Почеци просвете у Лапљем Селу датирају од 1890. године, када је у овом месту почела са радом четвороразредна основна школа, која је радила кратко јер јој је отомански суд забранио рад. Тек у јесен 1897. године муфтија Косовског вилајета позвао је учитеља да му уручи дозволу за рад школе у Лапљем Селу.
Са добијањем дозволе за рад школе одмах је покренута иницијатива за изградњу школске зграде која је завршена 1898. године. Настава се у овом објекту одвијала све до 1956. године. Од наведене године, настава се изводила у задружном дому и приватној кући до 1961. године. Школа је у својој дугој историји два пута прекидала са радом и то:
- у периоду од 1915. – 1918. (за време Првог светског рата)
- за време окупације Краљевине Југославије од 1941. – 1945. године.[3]

Од оснивања школе па све до 1945. године кроз школу прошло је 25 генерација ученика и то из Лапљег Села, Чаглавице и Преоца.
Школске 1945/1946. године прва генерација ученика почела је да похађа наставу и у Чаглавици и то у приватној згради. Школска зграда са чијом се изградњом почело још пре избијања Другог светског рата завршена је 1948. године. Исте школске године 1945/1946. са радом почиње и школа у Преоцу такође у приватној згради. Изградња школске зграде у овом месту започета је 1946. године и трајала све до 1948. године и нова школска година 1948/1949 започела је је у новоизграђеној школској згради.
С обзиром да се од школске 1945/1946. године наставни процес одвијао и у Преоцу и у Чаглавици у новоотвореним школама од 1945. године школу у Лапљем Селу похађају само ученици из овог места. Све три школе биле су самосталне у свом раду и као такве радиле су до школске 1961/1962. године када школа у Лапљем Селу добија нову школску зграду са 10 учионица, једним кабинетом, библиотеком, наставничком зборницом, две канцеларије, школском кухињом са трпезаријом и магацином, радионицом за техничко образовање, фискултурном салом, као и нус просторијама са купатилима и прераста у осмогодишњу школу, са истуреним одељењима у Преоцу и Чаглавици.
ОШ „Миладин Митић” у Лапљем Селу непрестано је проширивана и обогаћивала своју педагошку стварност. Настојећи да уведе нове наставне технологије и иновације као и да прошири своју делатност на васпитање и образовање предшколског узраста, при школи је отворено одељење за децу узраста од 6 до 7 година, предшколски разред школске 1997/1998. године како у матичној школи тако и у истуреним одељењима.
У току 2000. године завршен је анекс на јужној страни објекта матичне школе са 4 учионице. Донатор је била невладина организација из Грчке.
Након рата на Косову и Метохији, школа је доспела у незавидан положај. Иако је настава почела на време 1999/2000. године, јавили су се бројни проблеми, међу којима је недостатак школског простора, јер су се две приштинске средње школе Гимназија и Економско-трговинска школа изместиле у Лапљем Селу у школски објекат Основне школе, где су наставу изводиле до почетка 2022. године у првој смени, а Основна школа у другој смени. Током 2022. године две средње школе су добиле сопствену зграду средњошколског центра у Лапљем Селу и тиме су се стекли бољи услови за рад свих школа.
Како због добро познатих дешавања, последњих година на овим просторима један број деце са сметњама у развоју остао је ускраћен да стиче своје елементарно право на образовање у школама које су прилагодиле програме њиховим могућностима. ОШ „Миладин Митић” почела је са радом са децом са посебним потребама који су похађали ученици из Дома за децу без родитељског старања из Штимља, која су измештена у приватној згради у Грачаници као и деца са сметњама у развоју из Лапљег Села, Чаглавице, Преоца, Грачанице и Угљара. Ово одељење почело је са радом школске 2001/2002. године са два разреда. Школски објекат за потребе овог одељења изграђен је крајем августа 2004. године. Рад у одељењима са децом са посебним потребама трајао је све до школске 2012/2013. године.
Празник Свете Тројице 14. јуна обележава се као дан почетка образовног процеса у овом делу Космета.

### Школски простор
Школски објекат саграђен је на површини од 100 ари. Укупна површина објекта је 3386 метара квадратних. Зграда има два спрата и анекс. Поседује спортско игралиште лепо уређено школско двориште и котларницу. Школски објекат поседује централно грејање на чврсто гориво и пелет.
За потребе наставе у матичној школи која се одвија у једној смени користимо 17 простране и осветљене учионице, фискултурну салу, један кабинет за информатику и технику и технологију, библиотеку, наставничку зборницу, канцеларију директора школе, канцеларију секретара, шефа рачуноводства, административно финансијског радника, канцеларија педагога и психолога школе, кухињу са трпезаријом и 2 тоалета.
Наставници у своме раду користе електронски дневник, интерактивне табле, рачунаре, лаптопове, видео пројекторе, копир апарате, чиме је осавремењен начин рада. Школа је покривена видео надзором. Матична школа такође поседује школско и спортско игралиште, асфалтни полигон за фудбал кошарку и одбојку. Фискултурна сала је са мушком и женском свлачионицом и мокрим чвором.
У школској 2021/2022 години у матичној школи је било 15 одељења од првог до осмог разреда и две предшколске групе што чини укупно 350 ученика.

#### Школски простор у издвојеним одељењима
Школски објекат у Преоцу има 370 метара квадратних, спортско игралиште. Грејање је на пећи на чврста горива. За наставу се користе 5 учионице и наставничка зборница. У школској 2021/2022. години било је 4 одељења од првог до четвртог разреда и једна предшколска група. Укупан број ученика је био 47.
Одељење у Чаглавици поседује зграду од 255 метара квадратних и школско игралиште. У овом објекту настава се реализује у три разреда и једну припремну предшколску групу. Од којих је једно комбиновано одељење другог и четвртог разреда и има једно одељење првог разреда. Укупно ученика у школској 2021/2022. години је било 16. Школа се греје на пећи на чврсто гориво. За наставу се користе три учионице и зборница.